# Rajadão
Rajadão è un singolo del cantante brasiliano Pabllo Vittar, pubblicato il 22 luglio 2020 come terzo estratto dal terzo extended play 111 1.

## Pubblicazione
Il 22 maggio 2020 è stato pubblicato un remix della canzone remixata da JS o Mão de Ouro. Il 16 giugno, durante un live su Instagram, Vittar ha confermato che il video di Rajadão era quasi finito. Il 2 luglio è stato lanciato un sito web chiamato Rajadão Experience. Il 16 luglio è stata pubblicata la copertina del singolo.

## Tracce
Testi e musiche di Pabllo Vittar.
Download digitale
1. Rajadão – 2:38

Download digitale
1. Sente o rajadão (JS o Mão de Ouro Mashup) – 2:59
2. Let It Rain/Rajadão (Alice Glass Mashup) – 3:29